# Необична путовања
Необична путовања (фр. Voyages extraordinaires) је едиција од укупно 62 авантуристичка романа француског писца Жила Верна. Првих 54 романа је објавио управо писац од 1863. до 1905. године, а преосталих 8 романа је објављено постхумно од 1905. до 1919. са преправкама које је извршио његов син Мајкл Верн.
Трећи роман Жила Верна, Доживљаји капетана Хатераса је први роман у едицији Необична путовања.
Према Верновом уреднику Пјеру циљ едиције је био да исцрта сво географско, геолошко, историјско и астрономско знање које је сакупила модерна наука и да је преприча у забавном и сликовитом формату, као историју универзума.
Велики број истинитих чињеница и богатство информација је одликовало ову едицију као енциклопедијске романе, са елементима научне фантастике и научне романсе.

## Попис романа
1. Пет недеља у балону (Cinq semaines en ballon, 1863)
2. Доживљаји капетана Хатераса (Voyages et aventures du capitaine Hatteras, 1866)
3. Пут у средиште земље (Voyage au centre de la Terre, 1864, prerađeno 1867)
4. Од земље до месеца (De la terre à la lune, 1865)
5. Деца капетана Гранта (Les Enfants du capitaine Grant, 1867. – 1868)
6. Двадесет хиљада миља под морем (Vingt mille lieues sous les mers, 1869. – 1870)
7. Око месеца (Autour de la lune, 1870)
8. Пловећи град (Une ville flottante, 1871)
9. Доживљаји тројице Руса и тројице Енглеза (Aventures de trois Russes et de trois Anglais dans l'Afrique australe, 1872)
10. Земља крзна (Le Pays des fourrures, 1873)
11. Пут око света за осамдесет дана (Le Tour du monde en quatre-vingts jours, 1873)
12. Тајанствено острво (L'Île mystérieuse, 1874. – 1875)
13. Канцелар (Le Chancellor, 1875)
14. Царев гласник (Michael Strogoff, 1876)
15. Путовање на комету (Hector Servadac, 1877)
16. Подземни град (Les Indes noires, 1877)
17. Петнаестогодишњи капетан (Un capitaine de quinze ans, 1878)
18. Пет стотина милиона Бегениних (Les Cinq Cents Millions de la Bégum, 1879)
19. Невоље једног кинеза у Кини (Les Tribulations d'un chinois en Chine, 1879)
20. Парна кућа (La Maison à vapeur, 1880)
21. Јангада (La Jangada, 1881)
22. Школа за Робинзоне (L'École des Robinsons, 1882)
23. Зелени зрак (Le Rayon vert, 1882)
24. Тврдоглави Керабан (Kéraban-le-têtu, 1883)
25. Јужна звезда (L'Étoile du sud, 1884)
26. Оствро у пламену (L'Archipel en feu, 1884)
27. Матијас Сандорф (Mathias Sandorf, 1885)
28. Лутријски листић (Un billet de loterie, 1886)
29. Робур Освајач (Robur-le-Conquérant, 1886)
30. Север против југа (Nord contre Sud , 1887)
31. Пут за Француску (Le Chemin de France, 1887)
32. Две године распуста (Deux Ans de vacances , 1888)
33. Породица без имена (Famille-sans-nom, 1889)
34. Куповина Северног пола (Sans dessus dessous, 1889)
35. Цезар Каскабел (César Cascabel, 1890)
36. Госпођа Браникан (Mistress Branican, 1891)
37. Дворац у Карпатима (Le Château des Carpathes, 1892)
38. Клаудије Бомбарнак (Claudius Bombarnac, 1892)
39. Мали господин (P’tit-Bonhomme, 1893)
40. Доживљаји капетана Антифера (Mirifiques Aventures de Maître Antifer, 1894)
41. Пловеће острво (L'Île à hélice, 1895)
42. Поздрав застави (Face au drapeau, 1896)
43. Клорис Дандентор (Clovis Dardentor, 1896)
44. Ледена сфинга (Le Sphinx des glaces, 1897)
45. Величанствени Ориноко (Le Superbe Orénoque, 1898)
46. Тестамент једног ексцентрика (Le Testament d'un excentrique, 1889)
47. Друга домовина (Seconde Patrie, 1900)
48. Село у крошњама (Le Village aérien, 1901)
49. Ловци китова (Les Histoires de Jean-Marie Cabidoulin, 1901)
50. Браћа Кип (Les Frères Kip, 1902)
51. Путничка стипендија (Bourses de voyage, 1903)
52. Драма у Ливонији (Un drame en Livonie, 1904)
53. Господар света (Maître du monde, 1904)
54. Освајање мора (L'Invasion de la mer, 1905)[2]

Други део едиције који су објављени након смрти Жила Верна, од којих је неке мењао, а неке и у потпуности сам написао његов син Мајкл Верн:
- Светионик на крају света (Le Phare du bout du monde, 1905)
- Златни вулкан (Le Volcan d’or, 1906)
- Путничка агенција Томпсон (L’Agence Thompson and Co, 1907)
- Лов на метеор (La Chasse au météore, 1908)
- Дунавски разбојници (Le Pilote du Danube, 1908)
- Преживели са брода „Џонатан” (Les Naufragés du "Jonathan", 1909)
- Тајна Вилхема Сторица (Le Secret de Wilhelm Storitz, 1910)
- Чудновата пустоловина мисије Барсак (L’Étonnante Aventure de la mission Barsac, 1919)[3]